# Hynčice (Náchod)
Hynčice (tyska: Heinzendorf) är en kommun i norra Tjeckien, nära gränsen till Polen. Befolkningen uppgick till 193 invånare i början av 2008. Genom kommunen flyter floden Stěnava. Hynčice ligger i distriktet Náchod i regionen Hradec Králové.